# Fritz Randow
Fritz Randow (* 6. August 1952 in Braunschweig) ist ein deutscher Rock-, Hardrock- und Heavy-Metal-Schlagzeuger.
Fritz Randow, Sohn des Entertainers Fritz Randow, lernte im Alter von 13 Jahren Schlagzeug zu spielen. Er ist seit 1971 als Profimusiker aktiv und spielte u. a. für die Bands Eloy (1971–1976 und 1981–1984), Epitaph (1976–1979), Victory (1985–1993 und 2002–2006), Sinner (1994–1999) und Saxon (1999–2002). Nach dem Tod von Peter Panka stieg er auf dessen Wunsch im Frühsommer 2007 bei Jane ein. Randow spielt standardmäßig Doublebass. Bei Konzerten ist es sein Markenzeichen, zum Ende des Drumsolos mit drei Sticks zu jonglieren. Er lebt heute in der Stadt Langenhagen.

## Diskografie
mit Eloy
- Inside (1973)
- Floating (1974)
- Power and the Passion (1975)
- Time to Turn (1982)
- Performance (1983)
- Metromania (1984)

mit Epitaph
- Return To Reality (1979)
- See You In Alaska (1980)
- Epitaph Live (1981)

mit Victory
- Don’t Get Mad … Get Even (1986)
- Hungry Hearts (1987)
- That’s Live (1988)
- Culture Killed The Native (1989)
- Temples Of Gold (1990)
- You Bought It – You Name It (1992)
- Liveline (1994)
- Instinct (2003)
- Fuel To The Fire (2006)

mit Sinner
- Bottom Line (1995)
- In The Line Of Fire (1996)
- Judgement Day (1997)
- The Nature Of Evil (1998)
- There Will Be Execution (2003)

mit Moon’Doc
- Realm Of Legends (2000)

mit Saxon
- Metalhead 1999
- Killing Ground 2001
- Heavy Metal Thunder 2002

mit Jane
- Traces (2009)
- Kuxan Suum (2011)